# Wriothesley Russell, 2:e hertig av Bedford
Wriothesley Russell, 2:e hertig av Bedford, född den 1 november 1680, död den 26 maj 1711 (av smittkoppor), var en engelsk ädling, son till William Russell, lord Russell och lady Rachel Wriothesley. 
1695 gifte han sig med den förmögna arvtagerskan Elizabeth Howland och byggde Greenland Docks 1698 vid Themsen, på mark tillhörig hennes hemgift.
Han var lordlöjtnant för Cambridgeshire, Bedfordshire och Middlesex mellan 1701 och 1711. Hertigen var också knuten till hovet med olika uppdrag från 1701 till sin död. Han utnämndes till riddare av Strumpebandsorden 1702.
Barn:
- William Russel, markis av Tavistock (född och död 1703)
- William Russel, markis av Tavistock (1704–1707)
- Lady Rachel Russell (1707–1777), gift med Scroop Egerton, 1:e hertig av Bridgwater
- Wriothesley Russell, 3:e hertig av Bedford (1708–1732)
- John Russell, 4:e hertig av Bedford (1710–1771)
- Lady Elizabeth Russell (1711–1784), gift med William Capell, 3:e earl av Essex